# Saint Georges et le Dragon (Uccello)
Pour les œuvres du même nom, voir Saint Georges et le Dragon.
Saint Georges et le Dragon est une œuvre du peintre Paolo Uccello, peinte vers 1470. Initialement partie de la collection de Karol Lanckoroński, elle est exposée à la National Gallery de Londres.

## Thème iconographique
Conformément à l'iconographie chrétienne il s'agit du combat de saint Georges de Lydda l'opposant au dragon retenant une princesse prisonnière près d'une grotte.

## Description
Le saint, sur un  cheval pommelé blanc cabré à droite, porte une armure assis sur une sellerie rouge. Sa lance traverse la composition en une diagonale aboutissant dans la gueule du dragon déployant ses ailes ; sa robe est  verte, ses ailes portent des anneaux de couleur. La princesse, peinte de profil, livre le dragon à St Georges d'une main tandis que la seconde, relevant un pan de sa robe, maitrise la bête par une laisse. Derrière eux la grotte s'ouvre dans une roche aux contours stylisés et révèle une source.
Le sol est parsemé de carrés d'herbe sombre comme un parterre. Le ciel, sombre également, comporte de petits nuages bleus ainsi que la Lune en croissant très fin. Un tourbillon surplombe le cavalier au-delà d'arbres vert foncé. Au loin, on aperçoit des collines ainsi que des remparts indiquant la distance séparant la scène de la ville de Silène.

## Analyse
Paolo Uccello peignit également deux autres œuvres du  même thème en :
- 1423-1425 : San Giorgio e il drago (Paolo Uccello Melbourne) (it)
- 1430-1435 : Saint Georges terrassant le dragon, au musée Jacquemart-André, à Paris[1].

## Postérité
Le tableau fait partie du musée imaginaire de l'historien français Paul Veyne, qui le décrit dans son ouvrage justement intitulé Mon musée imaginaire.